# Ahmet Altan
Ahmet Altan, född 1950, är en turkisk författare och journalist. Han är son till journalisten Çetin Altan.
På grund av sin kritik av den bristande yttrandefriheten i hemlandet har han ofta hamnat i konflikt med myndigheterna; bland annat har han blivit uppsagd som tidningsredaktör och dömts till 20 månaders villkorligt fängelse. Han är också en av landets bäst säljande författare, och hans romaner har översatts till bland annat norska och franska.
2016 fängslades Altan för påstådd inblandning i det misslyckade kuppförsöket i Turkiet och efter tre års fängelsevistelse utan dom dömdes han 2019 till tio års fängelse. I april 2021 slog Europadomstolen fast att åtalet mot Altan saknade grund, och nästa dag fattade en turkisk domstol beslutet att frige honom. Hans utsmugglade fängelsememoarer finns utgivna med titeln Jag kommer aldrig mer se världen.